# Raunolina jeddahica
Raunolina jeddahica is een halfvleugelig insect uit de familie Delphacidae. De wetenschappelijke naam van deze soort werd voor het eerst geldig gepubliceerd in 2017 door Gnezdilov.